# Heinz Kurtsiefer
Heinz Kurtsiefer (* 1919; † unbekannt) war ein deutscher Fußballspieler.

## Karriere
Kurtsiefer gehörte von 1939 bis 1945 dem FV Saarbrücken, von 1945 bis 1952 – durch Umbenennung – dem 1. FC Saarbrücken als Stürmer an. In seiner Premierensaison spielte er in der zweitklassigen Bezirksliga, bevor seine Mannschaft 1940 in die Gauliga Südwest, eine von zunächst 16, später auf 23 aufgestockten Gauligen zur Zeit des Nationalsozialismus als einheitlich höchste Spielklasse im Deutschen Reich, zurückkehrte. Die Staffel Saarpfalz, neben der Staffel Mainhessen als eine von zwei Staffeln, schloss er mit seiner Mannschaft als Erster ab. Das sich anschließende in Hin- und Rückspiel ausgetragene Finale um die Meisterschaft wurde gegen Kickers Offenbach mit 4:5 verloren. Von 1941 bis 1944 spielte er in der Gauliga Westmark, aus der er mit seinem Verein mit einem Punkt Vorsprung auf den FC Metz als Sieger 1942/43 hervorging, wie auch 1943/44 als Kriegsspielgemeinschaft Saarbrücken mit sieben Punkten Vorsprung. Bedingt durch die beiden Gaumeisterschaften nahm er mit seiner Mannschaft an den jeweiligen Endrunden um die Deutsche Meisterschaft teil. Bei seiner ersten Endrundenteilnahme kam er am 13. Juni 1943 in Stuttgart beim 2:1-Halbfinalsieg über den First Vienna FC und am 27. Juni 1943 im Berliner Olympiastadion bei der 0:3-Finalniederlage gegen den Dresdner SC zum Einsatz. Bei seiner zweiten Endrundenteilnahme bestritt er lediglich das am 21. Mai 1944 im heimischen Stadion Kieselhumes mit 1:5 gegen den 1. FC Nürnberg verlorene Viertelfinale. Ferner bestritt er 1943 mit dem Achtel- und Viertelfinale zwei Spiele im Tschammerpokal-Wettbewerb. 
Nach dem Ende des Zweiten Weltkriegs spielte er die ersten drei Spielzeiten in der Oberliga Südwest. Die Nordgruppe Saar-Pfalz-Hessen wurde als Erster von zehn Mannschaften abgeschlossen. Das in Hin- und Rückspiel ausgetragene Finale um die Französische Zonenmeisterschaft wurde am 28. Juli 1946 im Hinspiel bereits mit 5:0 entschieden, da das Rückspiel am 11. August 1946 gegen den SV Fortuna Rastatt mit 4:4 unentschieden endete. Die Saison 1946/47 wurde als amtierender Meister auf Platz vier, die Saison 1951/52 als Erstplatzierter beendet.

## Erfolge
- Südwestmeister 1946, 1952
- Zweiter der Deutschen Meisterschaft 1943
- Gaumeister Westmark 1943, 1944
- Staffelsieger Saarpfalz 1941